# Коротоякский район
Коротоякский район — административно-территориальная единица в Центрально-Чернозёмной и Воронежской областях РСФСР, существовавшая в 1928—1961 годах. Административный центр — село Коротояк.
Район был образован 30 июля 1928 года в составе Острогожского округа Центрально-Чернозёмной области. В него вошла часть территории бывшего Коротоякского уезда Воронежской губернии.
После упразднения Центрально-Чернозёмной области 13 июня 1934 года район вошёл в состав вновь образованной Воронежской области.
24 июня 1961 года Коротоякский район был упразднен, его территория разделена между Острогожским и Давыдовским районами.